# Федеріко Саккі
Федеріко Саккі (ісп. Federico Sacchi; 4 вересня 1936, Росаріо — 7 листопада 2023) — аргентинський футболіст, що грав на позиції півзахисника.
Виступав, зокрема, за клуби «Расинг» (Авельянеда) та «Бока Хуніорс», ставши у складі обох чемпіоном Аргентини, а також національну збірну Аргентини, з якою був учасником чемпіонату світу.

## Клубна кар'єра
Розпочав грати у футбол за команду «Тіро Федераль» з рідного міста Росаріо, а 1958 року перейшов у «Ньюеллс Олд Бойз», в якому провів три сезони, взявши участь у 60 матчах Прімери. Більшість часу, проведеного у складі «Ньюеллс Олд Бойз», був основним гравцем команди.

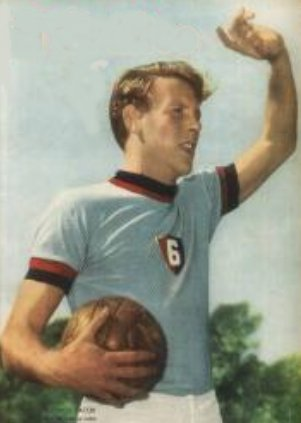
Федеріко Саккі під час виступів за «Ньюеллс Олд Бойз». 1959 рік.

У 1961 році він став футболістом клубу «Расінг» (Авельянеда) і в тому ж сезоні разом з новим клубом здобув свій перший титул чемпіона Аргентини. Завдяки цьому разом із «Расінгом» він дебютував у Кубку Лібертадорес 1962 року, де його команда програла уругвайському клубу «Насьйональ» (Монтевідео) і не вийшла з групи. Загалом відіграв за команду з Авельянеди чотири сезони своєї ігрової кар'єри. Граючи у складі «Расинга» також здебільшого виходив на поле в основному складі команди.
Протягом 1965—1966 років захищав кольори клубу «Бока Хуніорс», з яким у першому сезоні здобув свій другий титул чемпіона Аргентини, завдяки чому знову зіграв у Кубку Лібертадорес 1966 року. Цього разу команда Саккі вийшла з групового етапу та вилетіла на півфінальній стадії.
Завершив ігрову кар'єру у перуанській команді «Спортінг Крістал», за яку виступав протягом 1967 року.

## Виступи за збірну
1960 року дебютував в офіційних матчах у складі національної збірної Аргентини, зігравши того року в двох матчах проти Еквадору в рамках відбіркового раунду до чемпіонату світу, а також взяв участь у Кубку Атлантики, де Аргентина посіла друге місце. Саккі зіграв у двох іграх — проти Парагваю та Бразилії.
У складі збірної був учасником чемпіонату світу 1962 року у Чилі, де провів всі три матчі групового етапу проти збірних Болгарії, Англії і Угорщини, але аргентинці не вийшли з групи.
Всього протягом кар'єри у національній команді, яка тривала 6 років, провів у її формі 15 матчів, забивши 1 гол.

## Тренерська кар'єра
Після закінчення ігрової кар'єри Федеріко Саккі тривалий час працював помічником свого колишнього партнера по «Бока Хуніорс» Сесара Луїса Менотті, а також був головним тренером нижчолігових клубів Аргентини, включаючи «Тігре» та «Сан-Мартін» (Тукуман). Саккі також тренував молодіжні команди «Расінга» (Авельянеда) та «Атлетіко Рафаела».

## Титули і досягнення

### Як гравця
- Чемпіон Аргентини (2):

«Расінг» (Авельянеда): 1961
«Бока Хуніорс»: 1965